# ホホール人

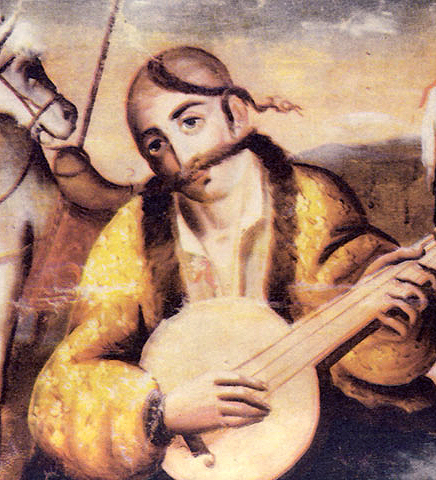
「ホホール人」の語源はウクライナ・コサックの独特な髪型オセレーデツィに由来する。

ホホール人（ホホールじん、ロシア語: Хохо́л)は、近世以来、ロシア人の間で用いられるウクライナ人の蔑称である。

## 概要
この名は、ロシア語で「ホホール」（立髪）と呼ばれたウクライナ・コサックの独特な髪型オセレーデツィに由来する。
19世紀のロシア帝国ではウクライナ人と並んでクバーニ・コサックを指す言葉でもあった。20世紀には、ソ連構成諸国においても使用されるようになった。
現在、ウクライナの国籍を持つウクライナ人のほかに、ロシア在住のウクライナ人やウクライナ人の祖先を持つ人々（ロシア極東、ヴォロネジ州、クラスノダール地方）に対して用いられることもある。
ロシア連邦以外のウクライナをはじめとする国家ではれっきとした民族差別用語である。そのため、ロシアではウクライナ人差別を目的としてマスコミでしばしば用いられている。